# Jorge Rinaldi
Jorge Roberto Rinaldi (ur. 23 marca 1963 w Buenos Aires) – były argentyński piłkarz. Grał w wielu klubach w Argentynie, Hiszpanii oraz Turcji.
Rinaldi swoją karierę rozpoczynał w roku 1980 w San Lorenzo w wieku 17 lat. W roku 1982 pomógł jego drużynie wygrać 2 ligę i zarazem awansować do Primera División.
W roku 1985 dołączył do hiszpańskiego Sporting Gijón, jednak grał tam krótko, po czym powrócił do swojej ojczyzny, gdzie grał w Boca Juniors.
W roku 1988 Rinaldi przeszedł do największego rywala Boca Juniors, River Plate przez co stał się jednym z graczy, którzy występowali zarówno w Boca Juniors jak i River Plate.
Po jednym sezonie tam spędzonym, przeszedł do tureckiego Gençlerbirliği SK. W roku 1990 powrócił do Argentyny, gdzie grał w swoim pierwszym klubie, San Lorenzo. W roku 1992 podjął trudną decyzję i postanowił zakończyć karierę piłkarską w wieku zaledwie 28 lat.
Rinaldi zaliczył 14 występów w reprezentacji Argentyny. Wraz z nią wystąpił na Copa América 1983.
Po zakończeniu kariery piłkarskiej Rinaldi był między innymi trenerem młodzieży oraz tymczasowym szkoleniowcem San Lorenzo. Pracował także jako dziennikarz gazety Clarín.

## Tytuły
| Sezojn | Drużyna     | Tytuł                                    |
| ------ | ----------- | ---------------------------------------- |
| 1982   | San Lorenzo | zwycięstwo w drugiej lidze argentyńskiej |